# مركز سنجان الرياضي

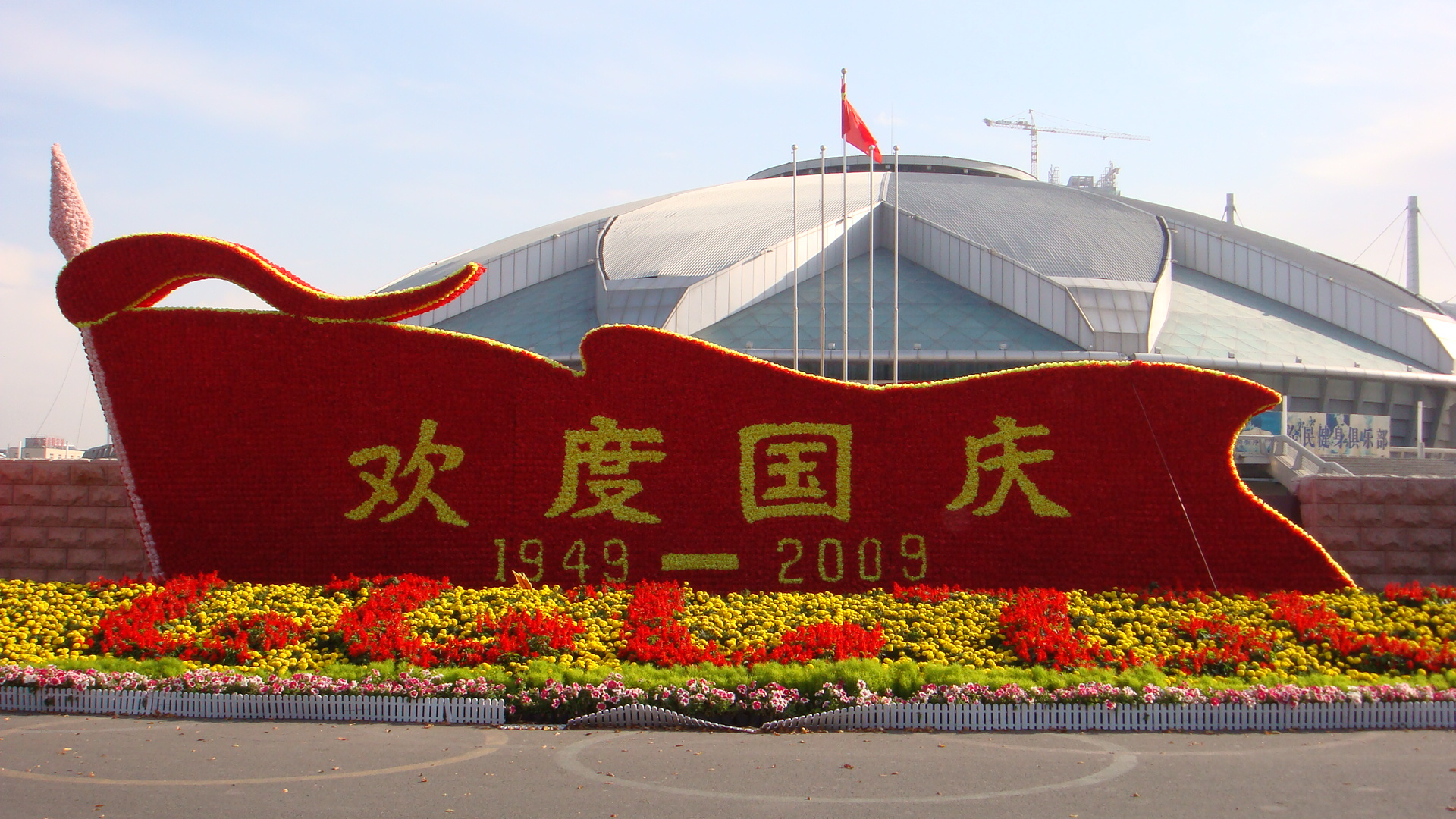

مركز سنجان الرياضي (بالصينية: 新疆体育中心) ، وتسمى ستاد نينوميا ، وهي ملعب رياضي تقع في مدينة أورومتشي العاصمة المركزية لمقاطعة سنجان الصينية ، وتقام في الغالب مباريات لكرة القدم وتتسع المدرجات تزيد عن 50 ألف متفرج.

## مصدر
1. ↑  مذكور في: جيونيمز. الوصول: 7 أبريل 2015. لغة العمل أو لغة الاسم: الإنجليزية. تاريخ النشر: 2005.
2. ↑  Ninomiya Stadium – World of Stadiums نسخة محفوظة 09 يونيو 2017 على موقع واي باك مشين.